# George Brander
George Milne Brander (Aberdeen, 1º novembre 1929 – 18 giugno 1995) è stato un calciatore scozzese, di ruolo attaccante.

## Carriera
Dopo aver giocato nelle giovanili dell'Aberdeen East End, all'inizio della stagione 1949-1950 trascorre alcuni mesi (nei quali non gioca nessuna partita ufficiale) agli inglesi del Bury, in seconda divisione; nell'ottobre del 1949 fa ritorno in Scozia ai Raith Rovers, dove rimane fino al termine della stagione 1951-1952, segnando in totale 7 reti in 25 partite di campionato nella prima divisione scozzese. Viene quindi ceduto al Newcastle Utd, con cui nella stagione 1952-1953 realizza 2 reti in 5 presenze nella prima divisione inglese; dopo un'ulteriore mezza stagione alle Magpies, senza però ulteriori partite di campionato giocate, torna nuovamente in Scozia, dove nell'arco di una stagione e mezzo segna altre 3 reti in altre 22 presenze in prima divisione, questa volta con la maglia dello Stirling Albion. Gioca successivamente per due stagioni consecutive con l'Arbroath, nella seconda divisione scozzese.